# خوسه لوئیس آرریتا
خوسه لوئیس آرریتا (اسپانیایی: José Luis Arrieta‎؛ زادهٔ ۱۵ ژوئن ۱۹۷۱) دوچرخه‌سوار اهل اسپانیا است. وی در مسابقات تور دو فرانس شرکت کرده است.